# Острів (Ярославський повіт)
Острів (пол. Ostrów) — давнє українське село в Польщі, у гміні Радимно, Ярославського повіту, Підкарпатського воєводства. Населення — 1619 осіб (2011).

## Розташування
Лежить на лівому березі Сяну, при міжнародній трасі E94.

## Історія
У 1340—1772 рр. село входило до Перемишльської землі Руське воєводства.
У 1772—1918 рр. село було у складі Австро-Угорської монархії, у провінції Королівство Галичини та Володимирії. У 1880 році село належало до Ярославського повіту, нараховувало 1187 жителів, з них 43 на землях фільварку. Того року в селі було 420 греко-католиків, місцева греко-католицька парафія належала до Ярославського деканату Перемишльської єпархії.
У 1919—1939 рр. — у складі Польщі. Село належало до Ярославського повіту Львівського воєводства, гміна Радимно. На 1 січня 1939-го в селі з 1940 жителів було 420 українців, 1470 поляків, 50 євреїв, місцева греко-католицька парафія належала до Радимнянського деканату Перемишльської єпархії.
В липні 1944 року радянські війська оволоділи цією територією. Радянські окупанти насильно мобілізували чоловіків у Червону армію. За Люблінською угодою від 9 вересня 1944 року село опинилося в Польщі. Польським військом і бандами цивільних поляків почались пограбування і вбивства, селяни гуртувались в загони УПА і відділи самооборони. Українців добровільно-примусово виселяли в СРСР (72 особи — 19 родин). Українське населення села, якому вдалося уникнути вивезення до СРСР, попало в 1947 році під етнічну чистка під час проведення Операції «Вісла» і було депортовано на понімецькі землі у західній та північній частині польської держави, що до 1945 належали Німеччині. В хати виселених українців поселені поляки.
У 1975—1998 роках село належало до Перемишльського воєводства.

## Демографія
Демографічна структура станом на 31 березня 2011 року:
|          | Загалом | Допрацездатний вік | Працездатний вік | Постпрацездатний вік |
| -------- | ------- | ------------------ | ---------------- | -------------------- |
| Чоловіки | 796     | 176                | 528              | 92                   |
| Жінки    | 823     | 150                | 490              | 183                  |
| Разом    | 1619    | 326                | 1018             | 275                  |

## Церква
В 1868 р. була збудована дерев'яна церква св. Вмч. Георгія, ремонтована в 1936 р.